# Teksańska masakra piłą mechaniczną: Następne pokolenie
Teksańska masakra piłą mechaniczną: Następne pokolenie (ang. The Return of the Texas Chainsaw Massacre) – amerykański horror w reżyserii Kima Henkela z 1994 roku. Kolejna część filmów z cyklu filmów o rodzinie kanibali z Teksasu. 
Reżyserem czwartej odsłony Teksańskiej masakry piłą mechaniczną został Kim Henkel, współscenarzysta pierwowzoru. Film łączy w sobie elementy horrorowego slashera oraz absurdalnej czarnej komedii.
Intencje wobec filmu były różnorodne. Pierwotnie planowano zrealizowanie go jako pierwszego oficjalnego sequela Teksańskiej masakry piłą mechaniczną. Miał on być również remakiem oryginału.

## Fabuła
Dwie pary nastolatków – Barry i Heather oraz Sean i Jenny, wracają z nieudanego balu maturalnego. By skrócić sobie drogę do domu, wybierają objazd przez las. Dochodzi do wypadku, którego ofiarą pada niewinny młody mężczyzna. Przyjaciele rozdzielają się – Sean pozostaje przy stuningowanym wozie, podczas gdy reszta wybiera się na poszukiwanie pomocy. Heather, Barry i Jenny trafiają do biura ubezpieczeniowego tyleż sympatycznej, co ekscentrycznej Darli, która udziela im pomocy, tymczasem Sean zostaje zamordowany przez Vilmera, mieszkającego w okolicach psychopatę.
Vilmer jest członkiem kanibalistycznej rodziny Slaughterów. Na własne nieszczęście, Barry i Heather znajdują drogę do ich domu. Jenny także nie udaje się uniknąć konfrontacji z Sawyerami – dziewczyna zostaje zaatakowana przez uzbrojonego w piłę mechaniczną Leatherface’a, a podczas ucieczki trafia ponownie do Darli. Ta również okazuje się być członkinią szalonego rodu.

## Obsada
- Renée Zellweger – Jenny
- Matthew McConaughey – Vilmer Slaughter
- Robert Jacks – „Leatherface” Slaughter
- Tonie Perensky – Darla Slaughter
- Joe Stevens – Walter Edward „W.E.” Slaughter
- Lisa Marie Newmyer – Heather
- John Harrison – Sean
- Tyler Cone – Barry
- James Gale – Rothman
- Marilyn Burns – pacjentka szpitala

## Wydanie
Film posiada skomplikowaną i burzliwą historię realizacji. Nie od razu pewne było, czy Następne pokolenie ma kontynuować wątek przedstawiony w trzeciej odsłonie serii o Leatherface’u. Planowano realizację tegoż projektu pod postacią remake’u oryginału (według niektórych opinii, jest to jego „quasi-remake”), choć miał on też – nad czym poważnie się zastanawiano – pełnić funkcję pierwszego oficjalnego sequela pierwowzoru; początkowy pomysł scenariusza filmu Henkela zakładał bowiem kontynuowanie wątku postaci Sally Hardesty i stworzenia prawdziwego sequela Teksańskiej masakry piłą mechaniczną z 1974 roku. Nim zadecydowano, że film ten przybierze formę tak specyficznego sequela, niemalże wariacji na temat oryginału Tobe’a Hoopera, kłopoty stwarzał dobór odpowiedniego tytułu, a gdy projekt już powstał – problemem był ostateczny montaż oraz cenzura. Z nad wyraz surową restrykcją film spotkał się w Szwecji, Niemczech i Irlandii, gdzie jego kinowa premiera została zabroniona, a dystrybucji na kasetach VHS dopuściły się jedynie poszczególne sklepy. Z fińskiego, 82-minutowego wydania domowego filmu wycięto większość brutalnych scen – łącznie piętnaście minut; podobny los spotkał brytyjskie wydanie.

## Odbiór
Reakcje na temat filmu bywały skrajnie różne. Amerykański krytyk filmowy Joe Bob Briggs odebrał projekt jako „przerażający do szpiku kości”, różny od dwóch poprzednich części, i określił Następne pokolenie jako „najlepszy horror lat dziewięćdziesiątych”. Z kolei znawca horrorów, John Fallon, dziennikarz Arrow in the Head, uznał film za próżny, bezczelnie czerpiący z oryginału. Prawdą jest, iż liczne sceny z filmu, według zamysłu reżysera, miały nawiązywać do hooperowskiego oryginału.